# Rotstängelmoos

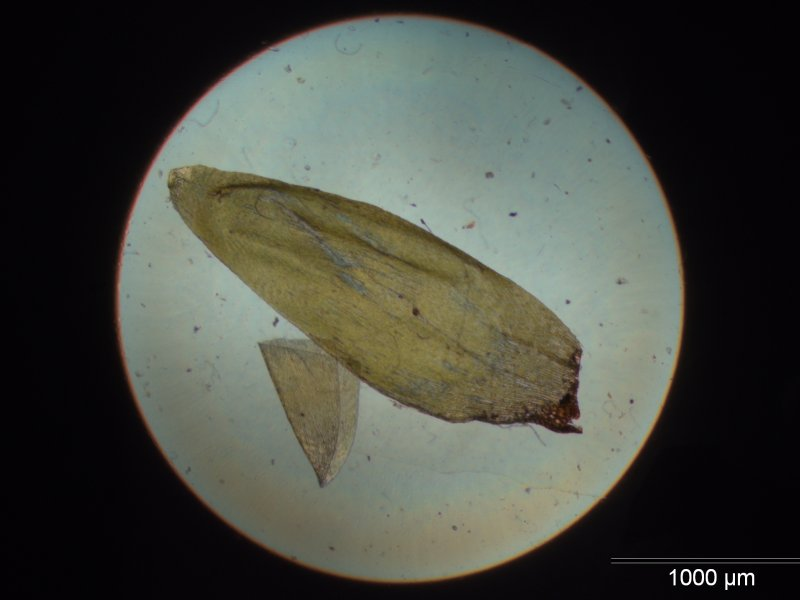
Blatt bei 40-facher Vergrößerung unter dem Mikroskop

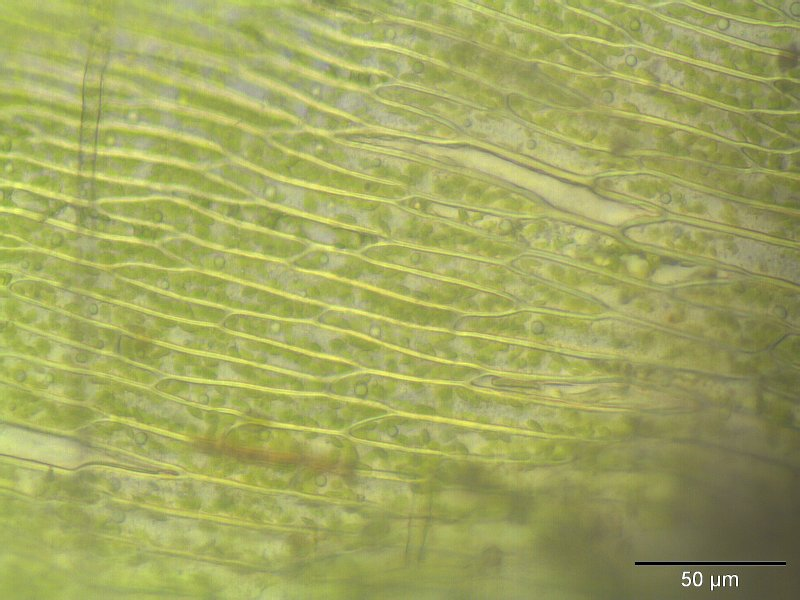
Laminazellen bei 400-facher Vergrößerung

Das Rotstängelmoos (Pleurozium schreberi) ist ein häufiges Moos europäischer Wälder und Heiden. 

## Merkmale
Es handelt sich um kräftige Moose mit bis zu 15 cm langen Stämmchen. Am vorderen Ende sind sie locker, aber mehr oder weniger regelmäßig einfach gefiedert. Die Stämmchen selber sind bei den meisten Pflanzen rot und schimmern durch die blassgrünen Blätter hindurch.
Die Blätter der Stämmchen sind breit eiförmig und vorne mit einer stumpfen Spitze. Sie sind hohl und liegen dachziegelförmig aufeinander, so dass die Stämmchen wie kleine Würmer aussehen. Die Blätter der Äste sind ähnlich, aber schmaler. Eine Blattrippe fehlt oder ist kurz und doppelt.
Kapseln werden von diesem Moos eher selten gebildet.

## Verbreitung
Das Rotstängelmoos kommt in den gemäßigten und kühlen Gebieten der Nordhemisphäre und in den Anden vor. In den Gebirgen steigt es bis über die Baumgrenze auf. In den Wäldern der Nordhemisphäre ist es eines der häufigsten Moose und kann artreine Massenbestände auf dem Waldboden bilden. Ebenso häufig wächst es aber auch in Gesellschaft anderer Moose wie zum Beispiel Hylocomium splendens, Dicranum scoparium oder Hypnum cupressiforme.
Es zieht saure Böden vor. Ansonsten ist es recht anspruchslos. Man trifft es in Wäldern, Heiden und Mooren.

## Sonstiges
Das Moos wurde nach dem deutschen Botaniker Johann Christian Daniel von Schreber, einem Schüler von Linné, benannt.
Da die Art Metalle und andere Schadstoffe stark anreichert, kann deren Konzentration in den Pflanzen zur Untersuchung von Schadstoffeinträgen verwendet werden (Biomonitoring).  Ein Verfahren zur Erfassung der regionalen Stickstoffdeposition mittels Rotstängelmoos wurde mit der VDI-Richtlinie VDI 3957 Blatt 19 standardisiert.